# سورواونژسک
سورواونژسک (به لاتین: Severoonezhsk) یک منطقهٔ مسکونی در روسیه است که در استان آرخانگلسک واقع شده‌است.